# ادوارد اسپنسر (ورزشکار)
ادوارد اسپنسر (انگلیسی: Edward Spencer; ۵ نوامبر ۱۸۸۱ – ۶ مهٔ ۱۹۶۵) ورزشکار دو و میدانی اهل بریتانیا بود.